# Hugo Alarcón
Hugo Andrés Alarcón Abarzúa (* 11. Januar 1993 in Collipulli; † 11. Januar 2019 in Santiago) war ein chilenischer Fußballspieler auf der Position eines Mittelfeldspielers.

## Karriere
Hugo Alarcón begann seine Profikarriere 2013 bei Universidad Católica, wo er bereits zehn Jahre lang in der Jugend gespielt hatte. Der Mittelfeldspieler debütierte in der Copa Chile, kam aber kaum im Profiteam zum Einsatz. Nach Leihen zu Deportes Pintana und Deportes Linares wechselte er 2016 zu Deportes Melipilla. Dort konnte er mit elf Toren in 32 Spielen überzeugen und unterschrieb bei Deportes La Serena einen Vertrag. Noch im selben Jahr verließ er den Klub wieder und ging zu Deportes Iberia, seinem letzten Klub. An seinem 26. Geburtstag verstarb Alarcón.